# IC 5268
IC 5268 — галактика типу NF (в процесі підтвердження) у сузір'ї Ящірка.
Цей об'єкт міститься в оригінальній редакції індексного каталогу.